# Пильнинский район
Пи́льнинский райо́н — административно-территориальное образование (район) в Нижегородской области России. В рамках организации местного самоуправления ему соответствует Пильнинский муниципальный округ (с 2004 до 2022 гг. — муниципальный район).
Административный центр — рабочий посёлок Пильна.

## География
Пильнинский район расположен на юго-востоке Нижегородской области, граничит с Краснооктябрьским, Сергачским, Спасским, Сеченовским, Воротынским  районами (округами) и Чувашской Республикой по реке Суре.
Находится на левом берегу реки Пьяны, в 208 километрах от Нижнего Новгорода, райцентр имеет с ним железнодорожное и автомобильное сообщение.
Площадь района — 1312,94 км².

## История
Пильнинский район образован 4 июля 1929 года из сельсоветов Пильнинской волости и части сельсоветов Языковской волости в составе Арзамасского округа Нижегородской области РСФСР (с 15 июля того же года — Нижегородского края). В сентябре 1930 года Арзамасский округ был окончательно ликвидирован, а его районы, включая Пильнинский, вошли в прямое подчинение руководства Нижегородского края (с 1932 года — Горьковского края, с 1936 года — Горьковской области,  с 1992 года  — Нижегородской области).
Первоначально в состав района вошли 10 сельсоветов Пильнинской волости (Большеандосовский, Ждановский, Знаменский, Каменский, Мамешевский, Можаровомайданский, Пильнинский, Саранский, Столбищенский и Тенекаевский) и 3 сельсовета Языковский волости (Медянский, Наватский и Языковский).
6 марта 1931 года было образовано 6 новых сельсоветов: Бакшандинский, Барятинский, Кислинский, Малоандосовский, Озерковский и Юморгский. 21 декабря того же года упразднён Мамешевский сельсовет. К началу 1932 года в состав района входило 18 сельсоветов.
1 июля 1953 года создан Романовский сельсовет.
С января 1954 по апрель 1957 года Пильнинский район входил в состав Арзамасской области, после ее упраздения вернулся в состав Горьковской области.
В июне 1954 года было упразднено 11 сельсоветов: Бакшандинский, Барятинский, Каменский, Кислинский, Малоандосовский, Наватский, Пильнинский, Саранский, Столбищенский, Тенекаевскийи Юморгский сельсоветы. В составе района к 1955 году числилось 8 сельсоветов.
16 ноября 1957 года из упраздненного Курмышского района передан Бортсурманский сельсовет,.
В апреле 1963 года в связи с хрущевской реформой административно-территориального деления Пильнинский район стал укрупненным сельским, и в его состав вошли 18 сельсоветов из трех упразденных районов: Краснооктябрьского (Красногорский, Красноостровский, Новомочалеевский и Петряксинский сельсоветы), Сеченовского (Алферьевский, Болтинский, Верхнеталызинский, Кочетовский, Красновский, Липовский, Митропольский, Мурзинский, Сеченовский, Торговоталызинский и Шемаринский сельсоветы) и Спасского (Болобоновский, Деяновский и Курмышский сельсоветы). В составе района стало 27 сельсоветов.
2 марта 1964 года в связи с наделением Пильны статусом поселка городского типа был упразднен Пильнинский сельсовет, а его территория разделена между соседними сельсеветами и вновь образованным Пильнинским поссоветом. 16 марта того жде года  восстановлен Сеченовский район, в состав которого 11 ранее входивших в него сельсоветов Пильнинского района, а также Красноостровский сельсовет. Кроме того из Сергачского района были переданы Большерыбушкинский, Воскресенский и Староберезовский сельсоветы. К 1965 году в составе Пильнинского района находилось 17 сельсоветов и 1 поссовет.
В январе 1965 года хрущевская реформа была отменена, в связи с чем Воскресенский и Староберезовский сельсоветы вернулись в состав Сергачского района, а Большерыбушкинский передан в Краснооктябрьский район. 8 июля того же года был восстановлен Тенекаевский сельсовет. К концу года в составе района 15 сельсоветов и 1 поссовет.
24 июля 1973 года Романовский сельсовет был переименован  Каменский.

## Население
| 1939    | 1959    | 1970    | 1979    | 1989    | 2002    | 2008    | 2009    | 2010    |
| ------- | ------- | ------- | ------- | ------- | ------- | ------- | ------- | ------- |
| 56 599  | ↘41 154 | ↗45 202 | ↘34 915 | ↘28 937 | ↘25 352 | ↘22 856 | ↘22 365 | ↘21 960 |
| 2011    | 2012    | 2013    | 2014    | 2015    | 2016    | 2017    | 2018    | 2019    |
| ↘21 856 | ↘21 442 | ↘20 980 | ↘20 597 | ↘20 264 | ↘20 023 | ↘19 818 | ↘19 540 | ↘19 293 |
| 2020    | 2021    |         |         |         |         |         |         |         |
| ↘19 033 | ↘18 590 |         |         |         |         |         |         |         |

### Урбанизация
Городское население (рабочий посёлок Пильна) составляет 34,78 % от всего населения района.

## Административно-муниципальное устройство
В Пильнинский район, в рамках административно-территориального устройства области, входят 12 административно-территориальных образований, в том числе 1 рабочий посёлок и 11 сельсоветов.
| №  | Административно- территориальное образование | Административный центр | Количество населённых пунктов | Население (чел.) | Площадь (км²) |
| -- | -------------------------------------------- | ---------------------- | ----------------------------- | ---------------- | ------------- |
| 1  | рабочий посёлок Пильна                       | рабочий посёлок Пильна | 2                             | ↘6474            | 68,70         |
| 2  | Большеандосовский сельсовет                  | село Большое Андосово  | 14                            | ↘1060            | 154,69        |
| 3  | Бортсурманский сельсовет                     | село Бортсурманы       | 5                             | ↘802             | 72,15         |
| 4  | Деяновский сельсовет                         | село Деяново           | 14                            | ↘1096            | 192,72        |
| 5  | Красногорский сельсовет                      | село Красная Горка     | 1                             | ↘1910            | 61,48         |
| 6  | Курмышский сельсовет                         | село Курмыш            | 3                             | ↘910             | 89,34         |
| 7  | Медянский сельсовет                          | село Медяна            | 6                             | ↗1268            | 139,49        |
| 8  | Можаров-Майданский сельсовет                 | село Можаров Майдан    | 8                             | ↘1151            | 140,52        |
| 9  | Новомочалеевский сельсовет                   | село Новомочалеи       | 3                             | ↗834             | 67,10         |
| 10 | Петряксинский сельсовет                      | село Петряксы          | 2                             | ↗990             | 61,73         |
| 11 | Тенекаевский сельсовет                       | село Тенекаево         | 9                             | ↘1232            | 134,92        |
| 12 | Языковский сельсовет                         | село Языково           | 6                             | ↘863             | 130,10        |

Первоначально на территории Пильнинского района к 2004 году выделялись 1 рабочий посёлок и 11 сельсоветов. В рамках организации местного самоуправления в 2004—2009 гг. в существовавший в этот период Пильнинский муниципальный район входили соответственно 12 муниципальных образований, в том числе 1 городское поселение и 11 сельских поселений. В 2009 году были упразднены сельсоветы: Ждановский (включён в Тенекаевский сельсовет]), Мальцевский (включён в Деяновский сельсовет), Каменский (включён в Медянский сельсовет), Озерский (включён в Языковский сельсовет). Законом от 4 мая 2022 года Пильнинский муниципальный район и все входившие в его состав поселения были упразднены и объединены в Пильнинский муниципальный округ.

## Населённые пункты
В Пильнинском районе 73 населённых пункта, в том числе посёлок городского типа (рабочий посёлок) и 72 сельских населённых пункта.
| №  | Населённый пункт      | Тип                   | Население | Административно- территориальное образование |
| -- | --------------------- | --------------------- | --------- | -------------------------------------------- |
| 1  | Пильна                | рабочий посёлок       | ↘6466     | рабочий посёлок Пильна                       |
| 2  | Алексеевка            | посёлок               | ↘6        | Большеандосовский сельсовет                  |
| 3  | Алисаново             | село                  | ↘23       | Деяновский сельсовет                         |
| 4  | Андосово              | посёлок ж.д. разъезда | ↘15       | Большеандосовский сельсовет                  |
| 5  | Андреевка             | деревня               | ↘2        | Деяновский сельсовет                         |
| 6  | Архангеловка          | деревня               | ↗21       | Тенекаевский сельсовет                       |
| 7  | Арьевка               | село                  | ↘174      | Можаров-Майданский сельсовет                 |
| 8  | Ащериха               | деревня               | →0        | Большеандосовский сельсовет                  |
| 9  | Бакшандино            | село                  | ↘109      | Медянский сельсовет                          |
| 10 | Балеевка              | село                  | ↘90       | Тенекаевский сельсовет                       |
| 11 | Барятино              | село                  | ↘159      | Языковский сельсовет                         |
| 12 | Беловка               | деревня               | ↘149      | Деяновский сельсовет                         |
| 13 | Болобоново            | село                  | ↘121      | Деяновский сельсовет                         |
| 14 | Большая Александровка | деревня               | ↘23       | Деяновский сельсовет                         |
| 15 | Большое Андосово      | село                  | ↘145      | Большеандосовский сельсовет                  |
| 16 | Борнуково             | деревня               | ↗8        | Тенекаевский сельсовет                       |
| 17 | Бортсурманы           | село                  | ↘573      | Бортсурманский сельсовет                     |
| 18 | Борщиково             | деревня               | ↘3        | Деяновский сельсовет                         |
| 19 | Буденовка             | посёлок               | ↘40       | Большеандосовский сельсовет                  |
| 20 | Ваньково              | посёлок               | ↘8        | рабочий посёлок Пильна                       |
| 21 | Владимировка          | деревня               | ↘5        | Большеандосовский сельсовет                  |
| 22 | Гари                  | деревня               | ↘4        | Большеандосовский сельсовет                  |
| 23 | Деяново               | село                  | ↘518      | Деяновский сельсовет                         |
| 24 | Добровольевка         | деревня               | ↘78       | Можаров-Майданский сельсовет                 |
| 25 | Жданово               | село                  | ↘250      | Тенекаевский сельсовет                       |
| 26 | Заря                  | деревня               | ↗66       | Большеандосовский сельсовет                  |
| 27 | Знаменское            | село                  | ↘21       | Медянский сельсовет                          |
| 28 | Калиновка             | село                  | ↘122      | Петряксинский сельсовет                      |
| 29 | Каменка               | село                  | ↘285      | Медянский сельсовет                          |
| 30 | Карачары              | деревня               | ↘52       | Языковский сельсовет                         |
| 31 | Кислёнка              | село                  | ↘184      | Тенекаевский сельсовет                       |
| 32 | Княжиха               | село                  | ↘350      | Тенекаевский сельсовет                       |
| 33 | Козловка              | деревня               | ↘90       | Бортсурманский сельсовет                     |
| 34 | Красная Горка         | село                  | ↘1910     | Красногорский сельсовет                      |
| 35 | Красная Горка         | посёлок               | →0        | Курмышский сельсовет                         |
| 36 | Куликовка             | село                  | ↘76       | Новомочалеевский сельсовет                   |
| 37 | Курмыш                | село                  | ↘1037     | Курмышский сельсовет                         |
| 38 | Левашовка             | деревня               | ↘5        | Деяновский сельсовет                         |
| 39 | Лекаревка             | деревня               | ↘45       | Языковский сельсовет                         |
| 40 | Лисья Поляна          | село                  | ↘68       | Можаров-Майданский сельсовет                 |
| 41 | Малое Андосово        | село                  | ↘292      | Большеандосовский сельсовет                  |
| 42 | Мальцево              | село                  | ↘230      | Деяновский сельсовет                         |
| 43 | Мамешево              | село                  | ↘206      | Тенекаевский сельсовет                       |
| 44 | Медяна                | село                  | ↘943      | Медянский сельсовет                          |
| 45 | Межное-Майдан         | деревня               | ↘29       | Можаров-Майданский сельсовет                 |
| 46 | Можаров Майдан        | село                  | ↘963      | Можаров-Майданский сельсовет                 |
| 47 | Наваты                | село                  | ↘304      | Языковский сельсовет                         |
| 48 | Новое Жилище          | посёлок               | ↗1        | Курмышский сельсовет                         |
| 49 | Новомочалеи           | село                  | ↘351      | Новомочалеевский сельсовет                   |
| 50 | Новоникольское        | деревня               | ↘46       | Медянский сельсовет                          |
| 51 | Ожгибовка             | село                  | ↘164      | Большеандосовский сельсовет                  |
| 52 | Озерки                | село                  | ↘292      | Языковский сельсовет                         |
| 53 | Озеровка              | деревня               | ↘29       | Деяновский сельсовет                         |
| 54 | Петряксы              | село                  | ↗878      | Петряксинский сельсовет                      |
| 55 | Плетниха              | деревня               | ↘0        | Деяновский сельсовет                         |
| 56 | Романовка             | деревня               | ↘93       | Деяновский сельсовет                         |
| 57 | Романовка             | село                  | ↘77       | Медянский сельсовет                          |
| 58 | Рословка              | деревня               | ↘23       | Бортсурманский сельсовет                     |
| 59 | Рыхловка              | деревня               | ↘43       | Можаров-Майданский сельсовет                 |
| 60 | Саранка               | деревня               | ↘37       | Можаров-Майданский сельсовет                 |
| 61 | Соколиха              | село                  | ↘191      | Большеандосовский сельсовет                  |
| 62 | Старинское            | село                  | ↘82       | Большеандосовский сельсовет                  |
| 63 | Старомочалеи          | село                  | ↗584      | Новомочалеевский сельсовет                   |
| 64 | Столбищи              | село                  | ↘286      | Большеандосовский сельсовет                  |
| 65 | Тенекаево             | село                  | ↘335      | Тенекаевский сельсовет                       |
| 66 | Тимофеевка            | деревня               | ↗51       | Деяновский сельсовет                         |
| 67 | Ульяновка             | деревня               | ↘18       | Деяновский сельсовет                         |
| 68 | Шахово                | деревня               | ↘15       | Можаров-Майданский сельсовет                 |
| 69 | Юморга                | село                  | ↘179      | Тенекаевский сельсовет                       |
| 70 | Ягодное               | деревня               | ↘232      | Бортсурманский сельсовет                     |
| 71 | Языково               | село                  | ↘343      | Языковский сельсовет                         |
| 72 | Ялма                  | деревня               | ↘36       | Бортсурманский сельсовет                     |
| 73 | Ясная Поляна          | деревня               | ↗61       | Большеандосовский сельсовет                  |

## Экономика района

### Промышленность
Промышленность, представлена предприятиями:
- ОАО «Оптико-механический завод»;
- ОАО «Альбумин»;
- ОАО «Надежда»;
- ООО «Мелиоратор»;
- Хлебокомбинат;
- Райпотребсоюз;
- Типография.

### Сельское хозяйство
В настоящее время в районе сельскохозяйственным производством занимаются 24 сельскохозяйственных кооператива, за которыми закреплено 59 000 гектар пашни, и 62 фермерских хозяйства, которые занимают 3 092 гектара пашни.
В растениеводстве производство зерна составило 60 000 тонн при средней урожайности 21,8 центнер с гектара.
Валовый сбор сахарной свеклы в физическом весе составил 21 000 тонн.

### Транспорт
Транспортная система района включает в себя:
- 7 районных маршрута общественного транспорта
- 3 межмуниципальных маршрута общественного транспорта в Шумерлю и Нижний Новгород

### Ресурсы
Площадь района 131 300 гектар, лесами занято 21 900 гектар — 17 % всей территории района, сельскохозяйственными угодьями — 83 200 гектар, в том числе пашни — 53 300 гектар.
Почвы в районе преобладают серые лесные.

## Культура и образование
Учреждения образования
Районная система образования включает в себя
- дошкольные учреждения в районном центре — 4, в сёлах района — 19;
- школы:
  - средних — 15;
  - основных — 6;
  - начальных — 7
  - в том числе в районном центре — 2, в сёлах района — 26;
- ГБПОУ «Пильнинский агропромышленный техникум» (бывшее профессиональное училище № 56);
- детская спортивная школа;
- МБУДО «Центр детского творчества» Архивная копия от 12 мая 2021 на Wayback Machine (бывший Подростковый центр);
- спортивный клуб.

Культура и спорт
На конец 2002 года сеть учреждений культуры составляет 17 сельских домов культуры, 11 сельских клубов, 1 РДК, 2 передвижных клубных учреждения, районная и детские библиотеки, 20 сельских библиотечных филиалов, 15 киноустановок, ДШИ.
В 2002 году в районе открыт краеведческий музей.
Список памятников истории и культуры Пильнинского района

Храм Святой Троицы

| Наименование памятника | Датировка памятника | Место нахождения памятника                                           |
| Памятники археологии |                     |                                                                      |
| Селище Курмыш-1 | XIV — XV века       | село Курмыш                                                          |
| Селище Курмыш-2 | XV — XVI века       | село Курмыш                                                          |
| Памятники истории |                     |                                                                      |
| Братская могила жертв кулацкого мятежа, погибших в 1920 году.                                                                                         | 1920 год            | Пильна, ул. Урицкого                                                 |
| Дом, в котором находился уездный совет крестьянских депутатов.                                                                                        | С 1918 года         | село Курмыш, ул. Советская                                           |
| Высшее начальное училище | XIX — XX века       | село Курмыш                                                          |
| Корпус земской больницы | XIX—XX века         | село Курмыш                                                          |
| Братская могила председателя уездного исполкома совета крестьянских депутатов Мартьянова Николая Андреевича и красноармейцев, убитых во время мятежа. | Сентябрь 1918 г.    | село Курмыш, у дома Культуры.                                        |
| Памятники градостроительства и архитектуры |                     |                                                                      |
| Успенская церковь | 1789 год            | село Бортсурманы Архивная копия от 9 октября 2011 на Wayback Machine |
| Троицкая церковь | 1871 год            | село Деяново                                                         |
| Церковь Иоанна Богослова | 1779 год            | село Каменка                                                         |
| Комплекс уездной полицейской управы | 1825 год            | село Курмыш, ул. Ленина, 3                                           |
| Жилой дом | XIX век             | село Курмыш                                                          |
| Городская усадьба | XIX век             | село Курмыш                                                          |
| Торговая лавка | XIX век             | село Курмыш                                                          |
| Комплекс Покровской церкви | 1745 год            | село Курмыш, пл. Советская                                           |
| Пожарная каланча | 1919 год            | село Курмыш, ул. Советская 12                                        |
| Рождественская церковь | 1749 год            | село Курмыш                                                          |
| Усадьба Шипилова: Главный дом, Флигель | XIX—XX века         | село Курмыш                                                          |
| Храм Святой Троицы XVIII век | село Ожгибовка      |                                                                      |

В районе действует пять православных церквей и девять мусульманских мечетей.

## Пильнинский район в литературе
Шумерлинская поэтесса Мария Власова, уроженка села Ожгибовки Пильнинского района, в своих стихах, опубликованных в сборнике «О сокровенном», пишет о Пильнинском районе так:

…

«Все решалось через Пильну,

Все колхозные дела.

В Пильну хлеб весь отправляли,

Пильна планы нам дала».

— М. Власова «О сокровенном. Сборник стихов»/ Шумерля, ГУП ЧР «Шумерлинский издательский дом», 2013., с.49.

## Лечебные учреждения
Медицинское обслуживание осуществляет ЦРБ, 3 участковых больницы, сельская амбулатория в селе Языкове, 8 ФАПов, 18 ФП.

## Национальный состав населения
В районе проживают:
- русские — 19 815 человек,
- татары — 4 138 человек,
- мордва — 1 080 человек.

## Люди, связанные с Пильнинским районом
- Аббасов, Абдулихат Умарович — Герой Советского Союза.
- Давыдов, Николай Сергеевич — Герой Советского Союза.
- Касьянов, Александр Александрович (1891—1982) — композитор, народный артист СССР (1971).
- Кизяков, Тимур Борисович — советский и российский телеведущий, автор и ведущий программы «Пока все дома», заместитель генерального директора Общества с ограниченной ответственностью «Пока все дома. РУ».
- Архиепископ Серапион (1964—2025) — Архиепископ Кокшетаунский и Акмалинский. Погиб в ДТП в Пильненском районе.